# Rugby Clube de Santarém
Rugby Clube de Santarém é uma equipa de râguebi de Santarém, Portugal. Já participou do  Campeonato Nacional da 2ª Divisão de Rugby e também da Primeira Divisão nacional. 

## História
O rugby surgiu em Santarém há várias décadas, muito provavelmente no âmbito universitário da Escola de Regentes Agrícolas (ERAS). Desde essa época a modalidade tem tido um desenvolvimento casual e muito irregular.
Apesar da modalidade nunca ter deixado de ser praticada na cidade, a sua projecção tem aumentado ou diminuído consoante o maior ou menor empenho dos seus dirigentes ocasionais.
Tendo começado como uma modalidade integrada na Associação de Estudantes da Escola de Regentes Agrícolas, o rugby escalabitano saltou de clube em clube, formando secções na União Desportiva de Santarém, na Associação Académica de Santarém, no Pára Clube de Santarém, na Associação de Estudantes da Escola Superior Agrária, até que finalmente, em 1995 se assumiu como um clube autónomo, o Rugby Clube de Santarém. Com a fundação do Rugby Clube de Santarém estavam lançadas as bases para um desenvolvimento e crescimento mais sólido, no entanto, a fraca organização, devida, essencialmente, à inexistência de dirigentes, fez com que a modalidade se continuasse a sustentar na persistência de alguns dirigentes.
O símbolo escolhido na altura da fundação do clube, era composto por um touro branco em fundo oval vermelho e azul, sendo substituído pelo actual, que apresenta uma bola a vermelho, formando com o azul e branco, uma cabeça de touro no canto inferior direito. O azul e o vermelho são as cores predominantes na bandeira de Santarém. A casa do RCS localiza-se na antiga Escola Prática de Cavalaria de Santarém, após vários anos nas poucas condições oferecidas pelo Campo Chã das Padeiras, CNEMA.
Tal como nos planos administrativos e organizativos, no plano desportivo, o rugby escalabitano também teve uma evolução muito irregular. Apesar de nunca ter deixado de competir em pelo menos um escalão, a modalidade nunca teve um plano de desenvolvimento sustentado. Assim, os escalões em actividade sempre dependeram de técnicos, de fundos ou de instalações em situação precária, quando existente, e puramente amadora, sendo também a captação de atletas completamente casual. Apesar de tudo, já estiveram em actividade quase todos os escalões possíveis, tendo em algumas épocas, sido envolvidos várias dezenas de atletas e noutras ainda, obtidos bons resultados nos escalões de formação.
Na época 2010/2011, o clube chegou à final do Campeonato Nacional da 2ª Divisão de Rugby sagrando-se campeão e ascendendo à primeira.
Na transacta época de 2011/2012, o Rugby Clube de Santarém alcançou o sexto lugar do Campeonato Nacional da Primeira Divisão, acumulando-o com a vitória na Taça Shield de Portugal.
No clube liderado pelo treinador Miguel Zeferino e presidido por Frederico Taborda, militam, actualmente, atletas como Bernardo Mesquitella, Diogo Stilwell, Fernando Montoya, Gustavo Murteira, Pedro Gonzaga, Pedro Guimarães e Sebastião Pimentel, entre outros.

## Ligações Externas
- Página oficial (em português)